# Denkmalgeschützte Objekte in Linz
In Linz bestehen 557 denkmalgeschützte Objekte. Die unten angeführte Liste führt zu den Listen der einzelnen Katastralgemeinden und gibt die Anzahl der Objekte an.
| Stadtteil-Liste               | Karte | Objektanzahl |
| ----------------------------- | ----- | ------------ |
| Innenstadt A–K Innenstadt L–Z |       | 382          |
| Ebelsberg                     |       | 15           |
| Katzbach (St. Magdalena)      |       | 13           |
| Kleinmünchen                  |       | 18           |
| Lustenau                      |       | 30           |
| Mönchgraben                   |       | 1            |
| Pichling                      |       | 0            |
| Posch                         |       | 0            |
| Pöstlingberg                  |       | 23           |
| St. Peter                     |       | 0            |
| Ufer                          |       | 3            |
| Urfahr                        |       | 40           |
| Waldegg                       |       | 31           |
| Wambach                       |       | 1            |